# Kürşat Timuroğlu
Kürşat Timuroğlu (geboren am 20. August 1953 in der Türkei; gestorben am 25. Februar 1986 in Hamburg) war ein türkischer Linker und Oppositioneller. Er war Mitbegründer des Devrimci Demokrasi Kürt Derneği (DDKD) und Führungsmitglied der Dev-Yol und fiel in Deutschland einem Mord der Arbeiterpartei Kurdistans (PKK) zum Opfer.

## Leben
Timuroğlu kam als Kind einer linken Familie zur Welt. Er absolvierte das Gymnasium und schrieb sich an der Technischen Universität des Nahen Ostens mit dem Ziel ein, Architekt zu werden. Er wurde allerdings nach dem Putsch vom 12. März der Universität verwiesen. Timuroğlu sympathisierte mit der Volksbefreiungsarmee der Türkei und war laut seinem Vater für die Organisation in Istanbul in führender Position aktiv. 1975 wurde Timuroğlu bei einer bewaffneten Auseinandersetzung mit türkischen Rechtsextremisten niedergeschossen und kam in Haft im Gefängnis Sağmalcılar in Istanbul. Er wurde aus der Haft entlassen und floh 1976 nach Deutschland, wo er in Hamburg lebte. In Deutschland arbeitete er später als Sozialarbeiter und schloss sich politisch der Devrimci Yol an. Nach seiner Zwangsausbürgerung durch die Türkei beantragte Timuroğlu ein halbes Jahr vor seinem Tod die deutsche Staatsangehörigkeit.

## Tod
Zwei Monate vor dem Tod Timuroğlus erschossen PKK-Mitglieder in Paris dessen Parteigenossen Mustafa Şahbaz. In dem Jahr vor und nach Timuroğlus Ermordung ermordete die PKK in Europa folgende Anhänger linker türkischer Organisationen:
- Mustafa Tangüner; Kopenhagen am 4. November 1985
- Eyüp Kemal Atsız; Kopenhagen am 23. Dezember 1985
- Bülent Yaman; Lausanne am 30. Dezember 1985
- Ramazan Adıgüzel; Hannover am 3. Mai 1987
- Ali Akagündüz; Paris am 16. Juni 1987

Am 25. Februar wurde Kürşat Timuroğlu vor seiner Wohnung in der Stiftstraße (St. Georg) in Hamburg auf offener Straße erschossen. Der später zu lebenslanger Haft verurteilte Mörder schoss zweimal auf ihn, Timuroğlu taumelte in einen Laden, dort schoss ihm der Täter in den Kopf. Timuroğlu erlag zwei Tage später seinen Verletzungen. Nach der Tat flog der Täter nach Damaskus und wurde auf dem Flughafen von einem Leibwächter Abdullah Öcalans empfangen und später sogar befördert.
Kurz vor dem Mord hatte die PKK in ihrem Zentralorgan noch angekündigt, alle, die mit Kollaborateuren objektiv und subjektiv zusammenarbeiteten, zu liquidieren.
Der Hinweis, der zum mutmaßlichen Täter führte, kam mehrere Jahre später (1993) aus den Reihen der PKK. Der Täter wurde dann erst im März 2001 bei einem Grenzübertritt durch kroatische Sicherheitskräfte gefasst. Er gehörte einer PKK-Einheit an, die für verschiedene Morde an politischen Gegnern und Oppositionellen verantwortlich war.
Anfang Januar 2002 wurde der Mörder in Hamburg zu lebenslanger Haft verurteilt. Nach Erkenntnissen des Gerichts wollte die PKK einen Befürworter einer friedlichen Lösung beseitigen. Abdullah Öcalan habe um den Verlust der Macht und um einen Rückgang der Einnahmen aus Europa gefürchtet, so der Vorsitzende Richter. Kürşat Timuroğlu war mit Nilgün Timuroğlu verheiratet und hinterließ zwei Söhne. Er wurde am 10. Mai 1986 in Ankara auf dem Friedhof Karşıyaka beerdigt.

## Bewertung
Nach Aussagen des Vaters habe die PKK Timuroğlu für den Ausschluss aus einem linken Zusammenschluss verantwortlich gemacht und ihn deswegen töten lassen.
Nach Ansicht von Can Dündar wurde der Mord zwar von Öcalan befohlen, der Mörder habe aber unter dem Schutz des türkischen Staates gestanden, da er vielfach in die Türkei ein- und ausgereist sei.
Nach Ansicht von Taner Akçam, der mit Timuroğlu befreundet war, wurde Timuroğlu ermordet, weil er es gewagt hatte, den Mord an Semir – einem PKK-Dissidenten – zu kritisieren.
Jürgen Roth macht ebenfalls die PKK für den Mord verantwortlich, weil diese die Kritik an dem diktatorischen Führungsstil Öcalans nicht habe dulden können.